# 凯拉·卡鲁萨
凯拉·泰勒·卡鲁萨（英語：Kyra Taylor Carusa；1995年11月14日—），美国和爱尔兰共和国女子足球运动员，司职前锋，目前效力于圣迭戈海浪足球俱乐部和爱尔兰共和国国家女子足球队。她曾代表爱尔兰参加2023年国际足联女子世界杯。